# GRES Unidos do Viradouro

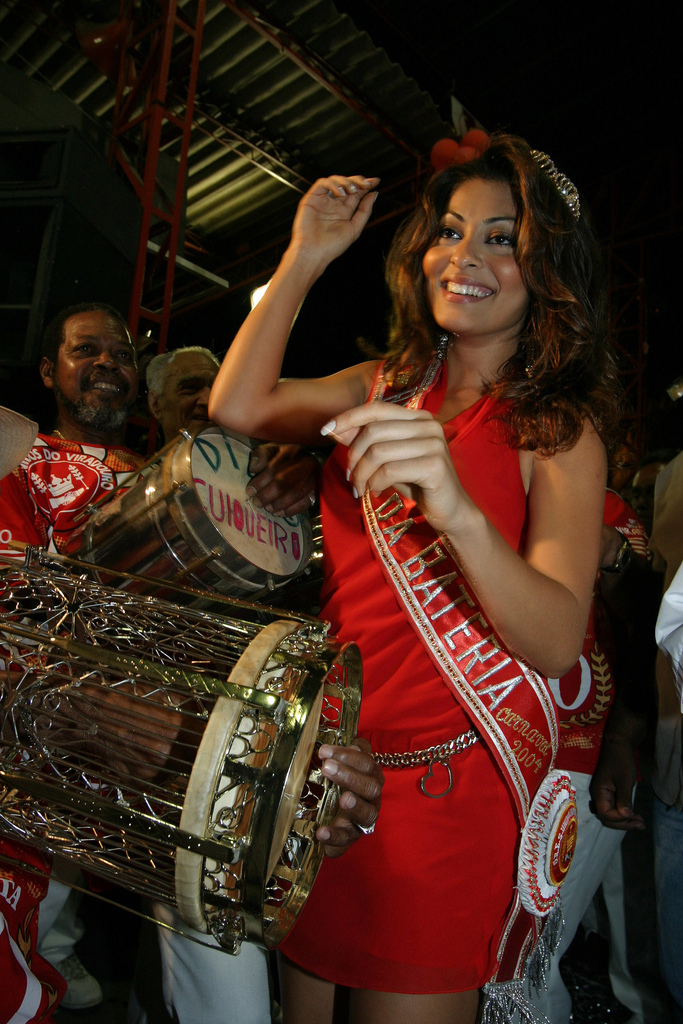
Skådespelerskan Juliana Paes kröns till trumdrottning av Unidos do Viradouro.

Unidos do Viradouro är Rio de Janeiros första sambaskola, grundad 1946. De har deltagit i Karnevalen i Rio de Janeiro.